# حسین یاحی
حسین یاحی (انگلیسی: Hocine Yahi؛ زادهٔ ۲۵ آوریل ۱۹۶۰) یک بازیکن فوتبال اهل الجزایر است.
از باشگاه‌هایی که در آن بازی کرده‌است می‌توان به باشگاه فوتبال شباب بلوزداد و لینفیلد اشاره کرد. وی عضو تیم ملی فوتبال الجزایر در جام جهانی فوتبال ۱۹۸۲ بوده است.